# Apartheidsmuseum
Het Apartheidsmuseum is een museum in Johannesburg, Zuid-Afrika. Het brengt de apartheid en de 20e-eeuwse geschiedenis van Zuid-Afrika in beeld. In november 2001 werden de deuren geopend van het museum, dat onderdeel is van het Gold Reef City-complex.
Minstens vijf keer per jaar worden er evenementen gehouden om het einde van de apartheid en het begin van de multiraciale democratie voor de bevolking van Zuid-Afrika te vieren.

## Tentoonstellingen
The Pillars of the Constitution ('De Zuilen van de Grondwet') is de eerste tentoonstelling die bezoekers zien bij een bezoek aan het Apartheidsmuseum. Het bevindt zich op de binnenplaats en omvat één pijler voor elk van de zeven waarden die zijn vastgelegd in de Zuid-Afrikaanse grondwet: democratie, gelijkheid, verzoening, diversiteit, verantwoordelijkheid, respect en vrijheid.
De tweede tentoonstelling is ook meteen het toegangspunt. Bezoekers van het museum kunnen gebruik maken van een van de twee ingangen: wit en niet-wit, op basis van willekeurig gegenereerde toegangskaarten. Het symboliseert de vroegere identiteitsdocumenten waarop aangegeven stond tot welk 'ras' iemand behoorde: inheems, blank, gekleurd of Aziatisch.
Andere tentoonstellingen staan in het teken van onder meer segregatie, stemrecht, diversiteit en goudzoekers.

## Galerij

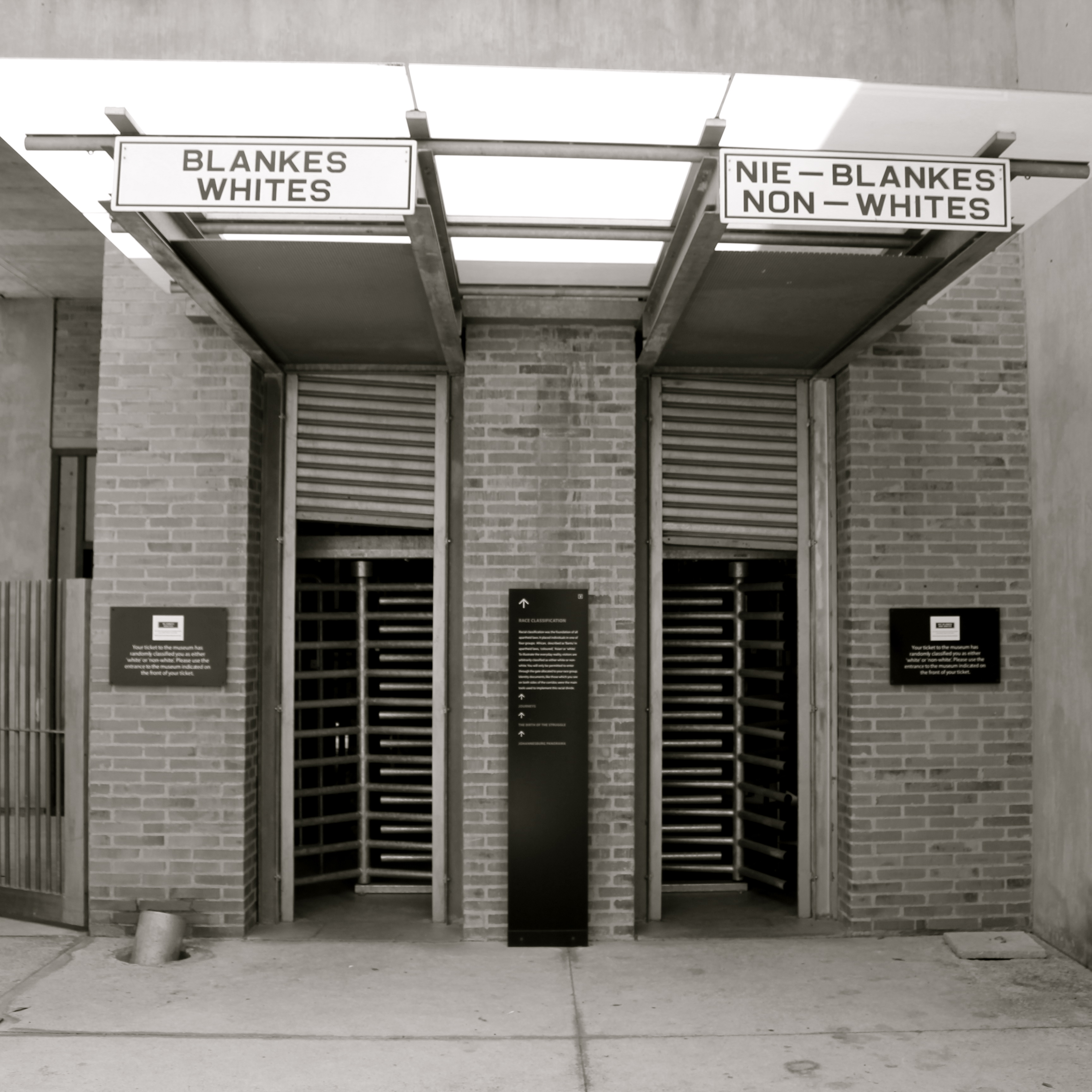
De raciaal gescheiden ingang van het museum.
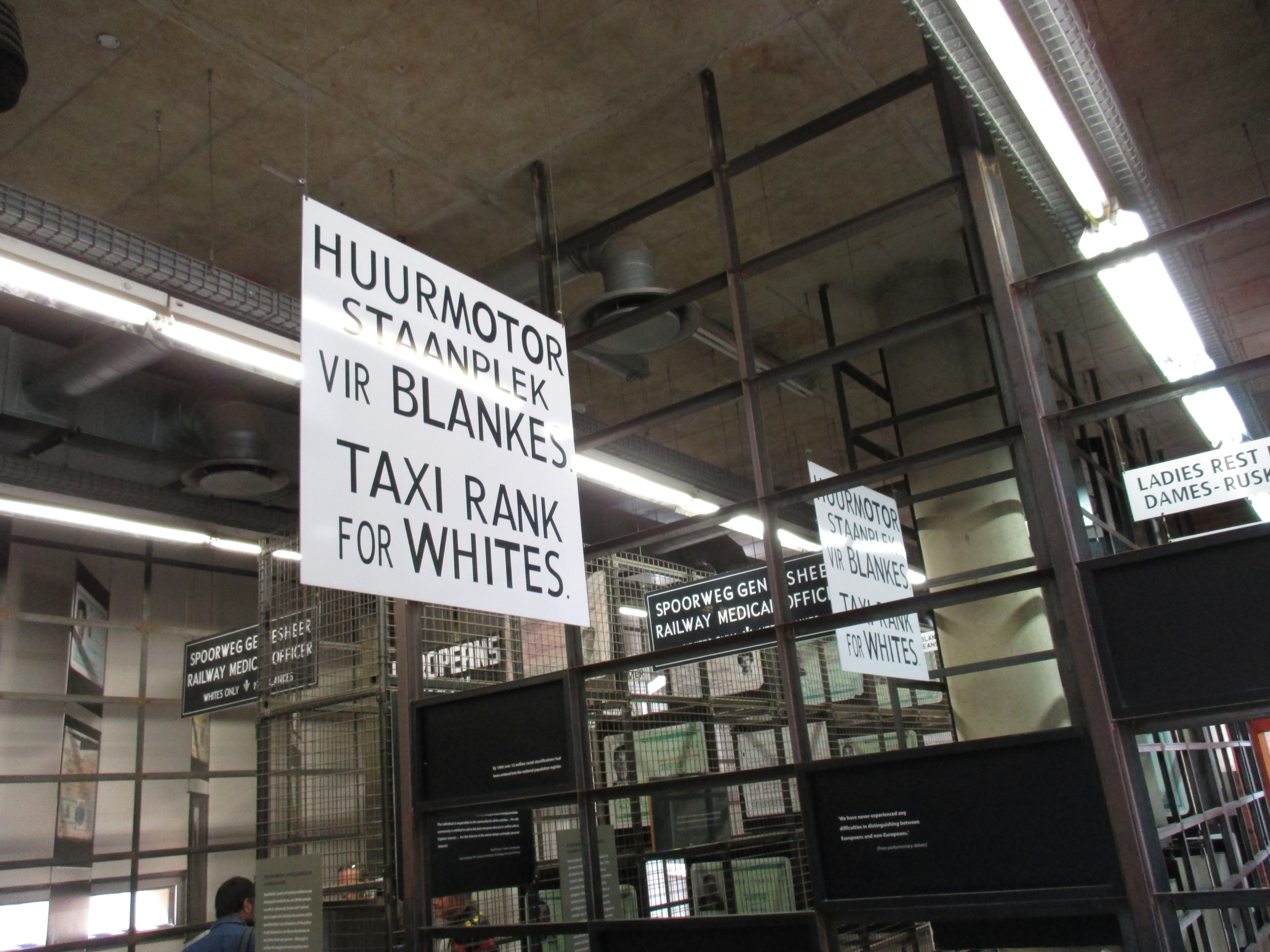
Taxistandplaatsbord in inkomhal.
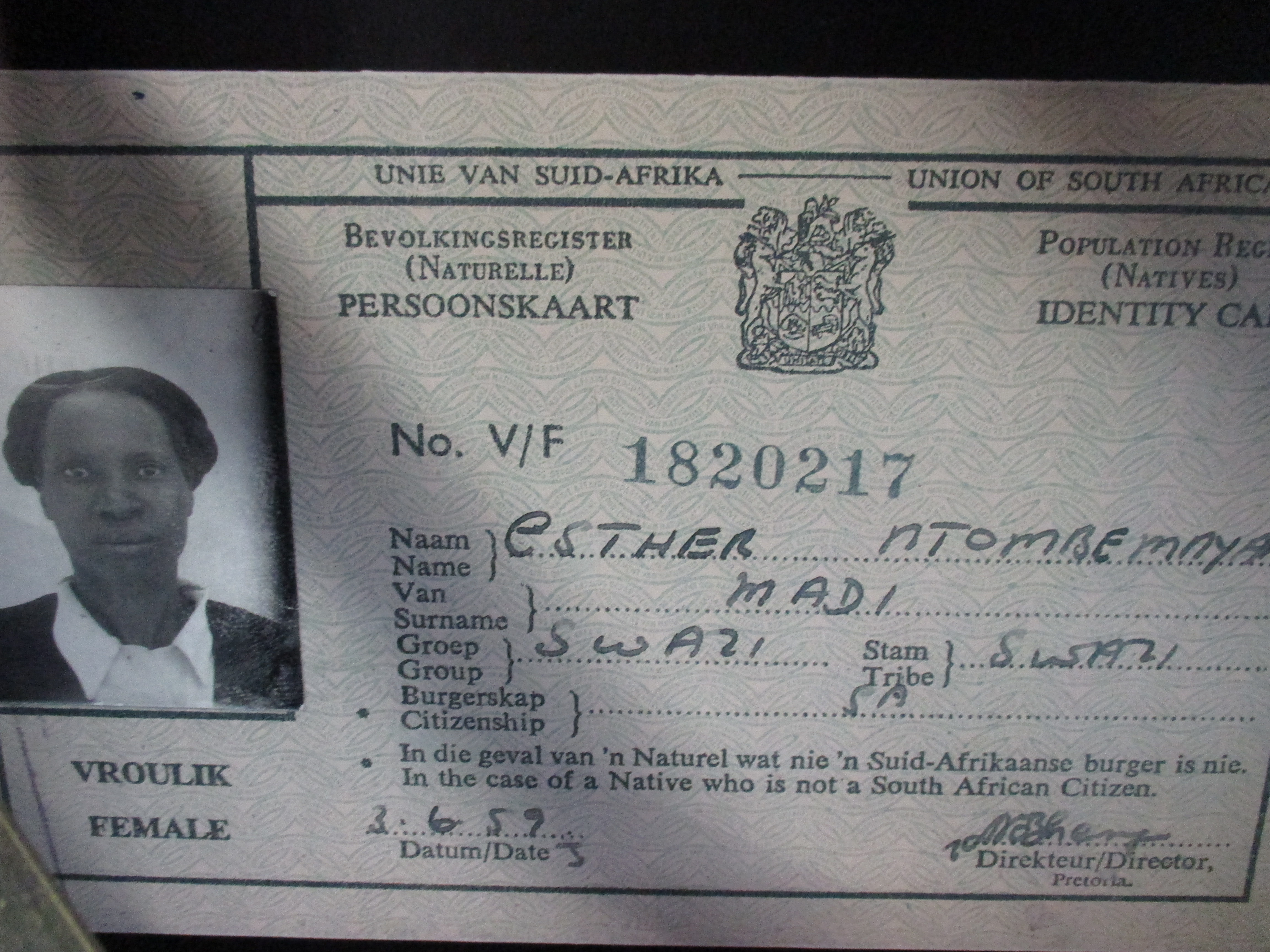
Verlopen Zuid-Afrikaanse identiteitskaart.